# Los dibujos de Bruno Kulczewski
Los Dibujos de Bruno Kulczewski (2004); es una película chilena escrita y dirigida por Álvaro Díaz y Pedro Peirano. Pertenece al género falso documental. Es un mediometraje de 37 minutos que utiliza el lenguaje del documental clásico, alternando testimonio de entrevistados con una narración en off.

## Argumento
En 1985, numerosos cráneos de niños recién nacidos son encontrados en la localidad de Aituy, comuna de Queilén, Chiloé. Inicialmente algunos investigadores sospechan que pueda tratarse de otro crimen más de la dictadura de Augusto Pinochet. Pero, según  la datación irrefutable de los forenses, los restos fueron enterrados entre los años 50 o 60. La investigación es retomada, dos décadas después de las exhumaciones, por un equipo de documentalistas. Su punto de partida es el hallazgo -ocurrido durante la restauración de la iglesia de Aituy- de un cajón con anotaciones y dibujos del padre Bruno Kulczewski, un antiguo párroco de la zona ya fallecido. Los papeles, junto a las declaraciones de la partera Uldecinda Mancilla (que no fueron tomadas en serio en la época en que se encontraron las osamentas), dan origen a una nueva explicación -más macabra y misteriosa- acerca del origen de los cráneos infantiles.

## Producción, distribución y repercusión
La película, que para sus autores era un primer trabajo experimental en formato cine, se realizó con el apoyo del Fondart, un fondo concursable estatal de apoyo a la creación artística. Fue filmada en película, aunque también se hicieron grabaciones en con viejas cámaras de vídeo, que permitieron recrear imágenes de archivo, con notas periodísticas ambientadas en 1985.
El mediometraje fue estrenado en momentos en que sus directores eran conocidos en Chile por la repercusión masiva de su programa de televisión 31 minutos, que entonces era considerado por el organismo chileno oficial en materia de televisión (CNTV) como un "fenómeno" mediático. A la fecha del estreno del filme, 31 minutos comenzaba a ser transmitido en toda Latinoamérica por la cadena Nickelodeon.
En contraste, Los dibujos de Bruno Kulczewski solo fue exhibida -en contadas ocasiones- en festivales locales; como el Festival Internacional de Cine de Valdivia (2004), Sobras Film Festival de Santiago (2004), Festival Internacional de Cine de Viña del Mar (2004), Festival Universitario de Cine y Video de Concepción (2005), Surdocs de Puerto Varas (2010) y Festival Cine//B (2010). Su estreno en Santiago -ocurrido luego de que fuera mostrada en Valdivia- se efectuó en una función en el Teatro Oriente, en noviembre de 2004. La película solo fue distribuida comercialmente como DVD años más tarde.
Tras las primeras funciones, se extendió la creencia de que el documental era real. Incluso periodistas de medios chilenos intentaron realizar sus propias investigaciones paralelas sobre la muerte de los niños de Queilén.
Aplaplac, la productora de Los Dibujos de Bruno Kulczewski, retomó en el 2011 el tema de la película, proyectando una série titulada El Desvío.

## Créditos
Equipo de producción y reparto:
- Dirección: Álvaro Díaz y Pedro Peirano
- Producción: Juan Manuel Egaña
- Guion: Álvaro Díaz y Pedro Peirano
- Cámara: David Bravo
- Montaje: Rodrigo Toro
- Sonido directo: Erick Del Valle
- Producción en terreno: Patricia Rivera
- Narración: Fernando Solís
- Reparto (todos como sí mismos):

Renato Cárdenas
Sara Curumilla
Cap. Fernando Díaz
Ana María González
Juan Hueicha
Fabiola Hueicha
Oscar Millalonko
Luis Hernán Morales
Francisco Mouat
Silvia Nahuelquén
Marco Antonio Ramírez
Daniel Sandoval
Ofelia Suviabre
Archivaldo Valladares
Nadia Vera
- Posproducción de sonido: Carlos Espinoza
- Asistente de cámara: Gilberto Robles
- Asistente de producción: María José Ramírez
- Gráfica: Rodrigo Lagos
- Asistente de postproducción: Pablo Aguilar